# Ditrachybothridium macrocephalum
Ditrachybothridium macrocephalum is een lintworm (Platyhelminthes; Cestoda). De worm is tweeslachtig. De soort leeft als parasiet in andere dieren.
Het geslacht Ditrachybothridium, waarin de lintworm wordt geplaatst, wordt tot de familie Ditrachybothridiidae gerekend. De wetenschappelijke naam van de soort werd voor het eerst geldig gepubliceerd in 1959 door Rees.